# Ordem do Império Britânico
A Excelentíssima Ordem do Império Britânico (em inglês:  Most Excellent Order of the British Empire) é uma ordem de cavalaria britânica, gratificando contribuições para as artes e ciências, trabalho com organizações de caridade e de assistência social, e serviço público fora do Serviço Civil. Foi estabelecida em 4 de junho de 1917 pelo rei Jorge V e compreende cinco classes em divisões civis e militares, sendo as duas mais altas que fazem do destinatário um Cavaleiro se homem ou uma Dama se mulher. Há também a Medalha do Império Britânico que é relacionada, cujos destinatários estão afiliados, mas não são membros da ordem.
As recomendações para apontamento à Ordem do Império Britânico foram feitas inicialmente na nomeação do Reino Unido, os domínios autônomos do império (futuramente a Commonwealth) e o vice-rei da Índia. Hoje, as nomeações continuam vindo de países da Commonwealth que participam da recomendação de honras (imperiais) britânicas. A maioria dos países da Commonwealth, como a Índia, o Paquistão e a Nigéria, cessaram as recomendações de apontamento na Ordem do Império Britânico quando criaram suas próprias honras. Alguns países, como o Canadá, ainda recomendavam os prêmios de galanteria da Ordem do Império Britânico quinze meses após a criação da Ordem do Canadá e a Austrália, que continuou a recomendar os prêmios meritoriais e galanteios da Ordem do Império Britânico por 15 anos após a criação da Ordem da Austrália.

## Classes atuais
As cinco classes de nomeação para a Ordem são, em ordem decrescente de precedência:
- Cavaleiro-Grã-Cruz ou Dama-Grã-Cruz (GBE)
- Cavaleiro-Comendador (KBE) ou Dama-Comendadora (DBE)
- Comendador ou Comendadora (CBE)
- Oficial (OBE)
- Membro (MBE)

## Estilos e nomeações honorárias
As duas mais altas classificações, de Knight ou Dame Grand Cross, e Knight ou Dame Commander, conferem ao seus membros o direito de usar o título de Sir para homens e Dame para mulheres antes de seus nomes. A maioria dos membros são cidadãos do Reino Unido ou os reinos da Commonwealth que usam o sistema imperial de honras e prêmios.
As nomeações honorárias são apontadas para cidadãos de nações onde o rei não é Chefe de Estado, e pode permitir o uso de letras pós-nominais, mas não o título de Sir ou Dame. Ocasionalmente, nomeados honorários são, incorretamente, referidos como Sir ou Dame - Bob Geldof, por exemplo. Os nomeados honorários que mais tarde se tornaram um cidadãos de um reino da Commonwealth podem converter sua nomeação de honorário para substantivo e então aproveitarem todos os privilégios de adesão à ordem, incluindo o uso de Sir e Dame para as duas primeiras classificações da ordem. Um exemplo é o locutor irlandês Terry Wogan, que foi nomeado Knight Commander honorário da ordem em 2005, e após uma candidatura bem-sucedida à cidadania britânica, realizada ao lado de sua cidadania irlandesa, foi nomeado membro substantivo e, posteriormente, denominado Sir Terry Wogan.

## História
O rei Jorge V fundou a ordem para preencher lacunas no sistema de honras britânicas:
- A Nobilíssima Ordem da Jarreteira, a Antiquíssima e Nobilíssima Ordem do Cardo-selvagem e a Ilustríssima Ordem de São Patrício (já extinta) honravam membros de famílias reais, da Câmara dos Lordes, estadistas e eminentes comandantes militares;
- A Honorabilíssima Ordem do Banho honrava oficiais militares de alta patente e funcionários públicos;
- A Distintíssima Ordem de São Miguel e São Jorge honrava diplomatas e oficiais coloniais;
- A Exaltadíssima Ordem da Estrela da Índia e a Eminentíssima Ordem do Império Indiano (ambas já extintas) honravam governantes indianos e funcionários britânicos e indianos na Índia Britânica; e
- A Real Ordem Vitoriana no presente pessoal do monarca, honrava aqueles que pessoalmente serviram a Família Real.

Em particular, o rei Jorge V desejava criar uma ordem para homenagear muitos milhares daqueles que haviam servido em vários papéis não combatentes durante a Primeira Guerra Mundial. Quando estabelecida, a ordem tinha apenas uma divisão. No entanto, em 1918, logo após a sua fundação, foi formalmente dividida em divisões militares e civis. O lema da ordem é "Para Deus e o Império".
Na fundação da ordem, a "Medalha da Ordem do Império Britânico" foi instituída, para servir como um prêmio mais baixo que concede aos destinatários afiliação, mas não os admite como membros. Em 1922, isso foi renomeado como a Medalha do Império Britânico. Parou de ser fornecida pelo Reino Unido como parte das reformas de 1993 para o sistema de honras, mas foi fornecida novamente em 2012, começando com 293 medalhas concedias para o Jubileu de Diamante da Rainha Elizabeth II. Além disso, a medalha é fornecida pelas Ilhas Cook e por outras nações da Commonwealth. Em 2004, um relatório intitulado "Uma Questão de Honra: Reformar o Nosso Sistema de Honras" por um comitê da Câmara dos Comuns recomendou a eliminação progressiva da Ordem do Império Britânico, já que seu título era "agora considerado inaceitável", sendo pensada incorporar valores que são não mais compartilhados por muitos da população do país.

## Composição
O monarca britânico é Soberano da Ordem e nomeia todos os outros membros da Ordem (por convenção, sob recomendação dos governos do Reino Unido e alguns reinos da Commonwealth). O próximo membro mais elevado é o Grão-Mestre, dos quais houve três: Príncipe Eduardo, o Príncipe de Gales (1917-1936); a Rainha Maria (1936-1953); e o atual Grão-Mestre, o Duque de Edimburgo (desde 1953).
A Ordem é limitada a 300 Knights e Dames Grand Cross, 845 Knights e Dames Commander, e 8,960 Commanders. Não há limites aplicados ao número total de membros da quarta e quinta classes, mas não mais de 858 Oficiais e 1.464 Membros podem ser nomeados por ano.  Estrangeiros nomeados como membros honorários não contribuem para a restrição de números como fazem os membros de pleno direito. Embora a Ordem do Império Britânico tenha, de longe, o maior número de membros das ordens de cavalaria britânicas, com mais de 100 000 membros vivos em todo o mundo, há menos nomeações para cavaleiros do que em outras ordens.
Embora os homens possam ser feitos cavalheiros separadamente de uma Ordem de Cavalaria, as mulheres não podem, e assim o posto de Knight/Dame Commander da Ordem é o mais baixo grau de honraria feminina, e o segundo mais baixo de honraria masculina (acima de Cavaleiros Celibatários). Por isso, uma nomeação como Dame Commander é feita em circunstâncias em que um homem seria criado um Cavaleiro Celibatário. Por exemplo, por convenção, as juízas da Suprema Corte de Justiça são criadas Dames Commander após a nomeação, enquanto os juízes masculinos se tornam Cavaleiros Celibatários.
A Ordem tem seis funcionários: o Prelado; o Decano; o Secretário; o Registrador; o Rei de Armas; e o Ostiário. O Bispo de Londres, um antigo e relevante bispo na Igreja da Inglaterra, serve como o Prelado da Ordem. O Decano de São Paulo é o decano da Ordem ex officio. O Rei de Armas da Ordem não é membro do Colégio de Armas, assim como muitos outros oficiais heráldicos. O Ostiário da Ordem é conhecido como o Cavaleiro Ostiário do Bastão Roxo; ele não - ao contrário de seu equivalente à Ordem da Jarreteira, o Cavalheiro Ostiário do Bastão Negro - executa quaisquer deveres relacionados à Câmara dos Lordes.
De vez em quando, os indivíduos são nomeados para um grau superior dentro da Ordem, cessando assim o uso de letras pós-nominais menores.

## Bravura

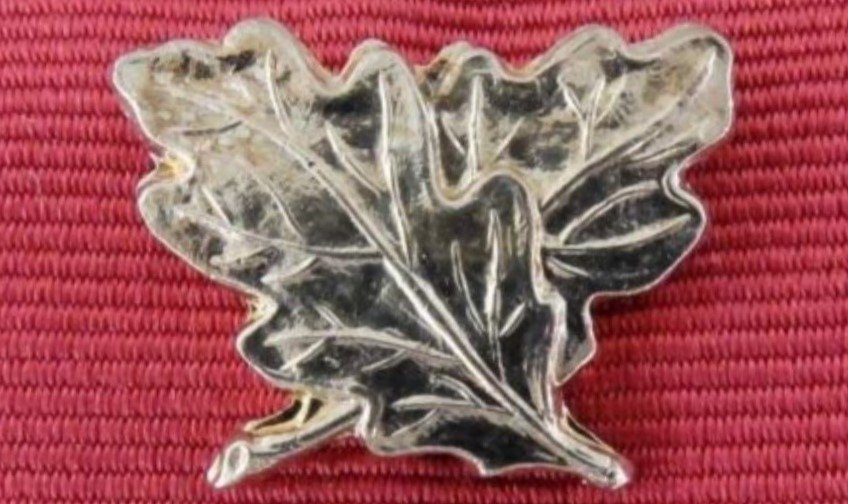
Emblema de folha de carvalho prateado OBE para bravura

Embora inicialmente destinada a reconhecer serviço meritório, a ordem passou a ser concedida também por bravura. Houve um aumento no número de casos na Segunda Guerra Mundial para o pessoal de serviço e civis, incluindo a marinha mercante, polícia, serviços de emergência e defesa civil, principalmente MBEs, mas com um pequeno número de OBEs e CBEs. Tais prêmios eram por bravura que não atingiam o padrão da Medalha de George, mas, como uma ordem, eram listados antes dela na Ordem do Vestuário. Prêmios por serviços meritórios geralmente aparecem sem citação, mas muitas vezes havia citações para prêmios de bravura, alguns detalhados e gráficos. A partir de 14 de janeiro de 1958, esses prêmios foram designados Comandante, Oficial ou Membro da Ordem do Império Britânico por Bravura.
Qualquer indivíduo feito membro da ordem por bravura após 14 de janeiro de 1958 usa um emblema de duas folhas de carvalho prateadas cruzadas na mesma fita do distintivo, com uma versão em miniatura na barra da fita quando usado sozinho. Quando apenas a fita é usada, o emblema é usado em miniatura. Não poderia ser concedido postumamente e foi substituído em 1974 pela Medalha de Bravura da Rainha (QGM). Se os destinatários da Ordem do Império Britânico por Bravura recebessem promoção dentro da ordem, seja por bravura ou não, eles continuaram a usar também a insígnia do grau inferior com as folhas de carvalho. No entanto, eles usaram apenas as letras pós-nominais do grau superior.

## Recomendações dos países da Commonwealth

Países fazendo recomendações à Ordem do Império Britânico (2020)

Desde a Segunda Guerra Mundial, vários reinos da Commonwealth estabeleceram seu próprio sistema nacional de honras e prêmios e criaram suas próprias ordens, condecorações e medalhas.

Recomendações para nomeações para a Ordem do Império Britânico continuam a ser feitas por alguns reinos da Commonwealth. Em 2019, Antígua e Barbuda, Bahamas, Barbados, Belize, Granada, Papua Nova Guiné, São Cristóvão e Nevis, Santa Lúcia, São Vicente e Granadinas, Ilhas Salomão e Tuvalu, bem como o estado associado da Nova Zelândia do Todas as Ilhas Cook incluíram prêmios da Ordem do Império Britânico em suas listas de honras de Ano Novo ou Aniversário da Rainha. O Canadá raramente fez recomendações para nomeações para a Ordem do Império Britânico, exceto para a Segunda Guerra Mundial e a Coréia, mas continuou a recomendar prêmios de bravura para militares e civis até a criação da Ordem do Canadá. Embora as recomendações da Comunidade da Austrália tenham terminado com a criação da Ordem da Austrália, os governos estaduais australianos continuaram a recomendar a Ordem do Império Britânico até as honras do aniversário da rainha de 1989, quase 15 anos depois. O Governo da Nova Zelândia deixou de recomendar a Ordem em 1996, após o estabelecimento da Ordem de Mérito da Nova Zelândia, mas o Governo das Ilhas Cook continua a fazê-lo.